# Mansión de Ezere
La Mansión de Ezere (en letón: Ezeres muižas pils; en alemán: Gut Gross-Essern), también llamada 
Mansión de Lielezere, es una casa señorial en la región histórica de Curlandia, en el oeste de Letonia, cerca de la frontera con Lituania. La Mansión de Ezere, construida en los siglo XVIII y XIX, es un monumento arquitectónico de importancia nacional.

## Historia
La mansión de Ezere original fue construida en la década de 1750 por la familia noble von Bernewitz. Después fue remodelada varias veces por una serie de propietarios. Desde 1922 el edificio albergó la escuela de Ezere, una escuela de primaria. La capitulación del Grupo de Ejércitos Curlandia fue aceptada aquí por el General soviético Iván Bagramian el 9 de mayo de 1945.
Desde 1952 la mansión ha operado la escuela de secundaria de Ezere. En 1963, la escuela fue ampliada para incluir una escuela de primaria, clases de música y un gimnasio.